# Moritz-von-Büren-Schule
Die Moritz-von-Büren-Schule in der ostwestfälischen Stadt Büren in Nordrhein-Westfalen ist eine Förderschule des Landschaftsverbandes Westfalen-Lippe mit den Förderschwerpunkten Hören und Kommunikation. Den aktuellen Schulnamen erhielt die einstige Provinzial-Taubstummenanstalt zu Büren im Jahre 2006 mit dem Bezug des Neubaus.

## Geschichte
Die heutige Förderschule wurde am 1. August 1830 durch Verfügung des Oberpräsidenten der Provinz Westfalen, Ludwig von Vincke, unter der Bezeichnung Provinzial-Taubstummenanstalt zu Büren gegründet und gehört damit zu den ältesten Schulen für Hörgeschädigte im deutschsprachigen Raum. Die Oberleitung der Schule, die bei ihrer Gründung sechs Schüler betreute und deren Unterrichtsklasse sich im katholischen Lehrerseminar in Büren befand, übernahm zunächst der Leiter des Lehrerseminars zu Büren, Seminardirektor Klocke, welcher aber im Jahr darauf durch den Seminardirektor Köchling abgelöst wurde. Der Seminardirektor vertrat die Schule nach außen, führte den amtlichen Schriftwechsel, ermittelte die Pflegehäuser, in denen die Schüler während des Schulbesuchs untergebracht waren, und schloss die entsprechenden Pflegeverträge ab. Technischer Leiter der Schule war der Taubstummenlehrer Wirsel. Er erteilte Unterricht, erstattete Jahresberichte und führte die Teilnehmer des Lehrerseminars theoretisch und praktisch in die Unterrichtung gehörloser Schüler ein. Finanziert wurde die Schule durch den Westfälischen Provinzial-Taubstummenfond.
Hauptaufgabe der Taubstummenanstalt Büren war es anfänglich, künftige Volksschullehrer zu befähigen, gehörloser Schüler gemeinsam mit sogenannten „vollsinnigen“ Schülern zu unterrichten. Die Bemühungen, den Taubstummenunterricht in den Volksschulunterricht zu übertragen, erwiesen sich als aussichtslos und wurden in den Folgejahren eingestellt.
Die wachsende Schülerzahl, die im Jahr 1834 bereits auf 19 Schüler angestiegen war, erforderte die Einstellung eines Hilfslehrers. 1847 richtete das Provinzial-Schulkollegium in Münster eine zweite Hilfslehrerstelle ein, da die Zahl der Schüler nun bereits auf 49 angestiegen war. Die zweite Hilfslehrerstelle bekleidete der Schulamtskandidat Josef Dornseifer. Trotz wachsender Schülerzahl standen weiterhin nur zwei Schulzimmer zur Verfügung. Dieser Zustand wurde mehrmals vom Provinzial-Schulkollegium angemahnt, sodass sich die Taubstummenanstalt Büren 1868 schließlich räumlich vom Lehrerseminar trennte und in ein naheliegendes Gebäude mit vier Klassenräumen und einer Dienstwohnung für den Hauptlehrer umzog.
1869 wurde die Stelle des technischen Leiters nach Wirsels Tod von dem bisherigen zweiten Lehrer Dornseifer übernommen. Des Weiteren zog die Schule im Herbst 1869 aus dem Seminargebäude in ein naheliegendes Gebäude um, das nun drei Klassenräume umfasste. Im folgenden Jahr wurde auch das Verhältnis des Seminardirektors zum technischen Leiter der Schule, der nun die Dienstbezeichnung „Vorsteher“ erhielt, neu geregelt. Der Seminardirektor behielt zwar die Oberaufsicht der Schule und blieb auch dem Vorsteher vorgesetzt, der Vorsteher übernahm jedoch fortan die gesamte Schulleitung.
1876 ging die Schule aus der Verwaltung der Staatsbehörden in die Trägerschaft des Provinzialverbandes über. Ein einheitlicher Lehrplan für die Schule wurde 1887 eingeführt. Nachdem der bisherige Schulleiter Dornseifer zum 1. Oktober 1889 in den Ruhestand eingetreten war, übernahm Ferdinand Derigs seine Nachfolge zum 1. November 1889. In der Zeit von 1876 bis 1891 bildete die Taubstummenanstalt zu Büren insgesamt 543 Schüler aus.

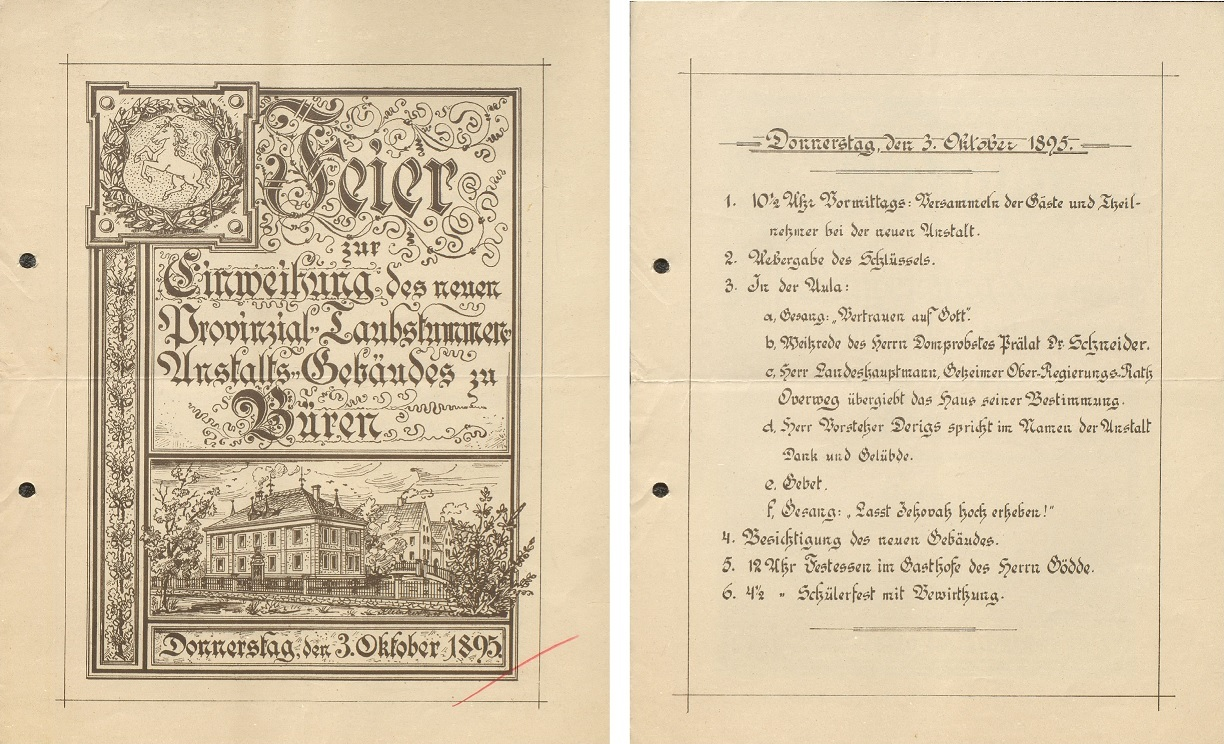
Programm zur Eröffnung des neuen Schulgebäude der Taubstummenanstalt Büren

 1895 zog die Schule in einen Neubau in der Bertholdstraße um, der nun die Unterbringung von acht Klassen ermöglichte. Zu diesem Zeitpunkt wurde die Schule von 59 Schülern besucht, die in sechs Klassen von sieben Lehrern unterrichtet wurden. Durch das Inkrafttreten des „Gesetz[es], betreffend die Beschulung blinder und taubstummer Kinder“ stieg die Zahl der Schüler und Lehrkräfte ab 1911 stark an, so dass die Schule bereits sechs Jahre später 14 Klassen, 17 Lehrpersonen und 150 Schüler zählte. Obwohl die Taubstummenanstalten bereits 1938 in Gehörlosenschulen umbenannt worden waren, setzten sich die Verwendung der Begriffe „gehörlos“ und „Gehörlosenschule“ erst nach 1945 durch.
Von September bis November 1944 beschlagnahmte die Wehrmacht das Hauptschulgebäude an der Bertholdstraße, sodass die von den 7 verbliebenen Lehrkräften unterrichteten 10 Klassen in das gegenüberliegende umziehen mussten.
Am 21. Januar 1949 wurde an der Fröbel-Schule in Bielefeld eine Berufsschulklasse für gehörlose Lehrlinge eingerichtet, die von der Gehörlosenschule Büren betreut wurde.
Den Unterricht der sechs Berufsschüler teilten sich die Oberlehrer Schabedoth und Schepers. Zu Beginn der 1960er Jahre wurde in Büren die Frühförderung für hörgeschädigte Kinder eingeführt. 1969 eröffnete in der Trägerschaft des Caritasverbandes auch ein Sonderkindergarten bei der Schule, der 12 Heim- und drei Tagesplätze umfasste. Bis zum Beginn der 1990er Jahre war die Schülerzahl der Gehörlosenschule Büren fast auf 30 Schüler gesunken. Vor diesem Hintergrund ging die Gehörlosenschule mit der Schwerhörigen-Schule in Bielefeld 1996 einen Schulverbund ein, um beide Schulstandorte weiterhin aufrechtzuerhalten. Die Schule führte den Namen „Westfälische Schule für Gehörlose und Schwerhörige Bielefeld/Büren“. Während der Sonderkindergarten Ende der 1990er Jahre aus finanziellen Gründen geschlossen werden musste, konnten die Schulstandorte Bielefeld und Büren 2002 wieder verselbständigt werden, da die Schülerzahl durch die Aufnahme schwerhöriger Schüler seit 1996 wieder kontinuierlich gestiegen war. 2005 betreute die Schule 85 Schüler am Schulstandort Büren, 20 Schüler im gemeinsamen Unterricht an Regelschulen sowie 50 Kinder im Rahmen der vorschulischen Frühförderung. 2006 konnte ein neues Schulgebäude bezogen werden, in dem nun auch eine Beratungsstelle für hörgeschädigte Kinder eingerichtet wurde. Die Beratungsstelle der Moritz-von-Büren-Schule koordiniert und organisiert seitdem die Frühförderung hörgeschädigter Kinder im Vorschulalter. Sie arbeitet mit Regelkindergärten, Ärzten, Kliniken, Akustikern, anderen Schulen und Beratungsstellen zusammen. Seit dem Schuljahr 2010/2011 konnte auch die Einrichtung eines Förderschulkindergartens für hörgeschädigte Kinder an der Schule realisiert werden.

## Schulleitung

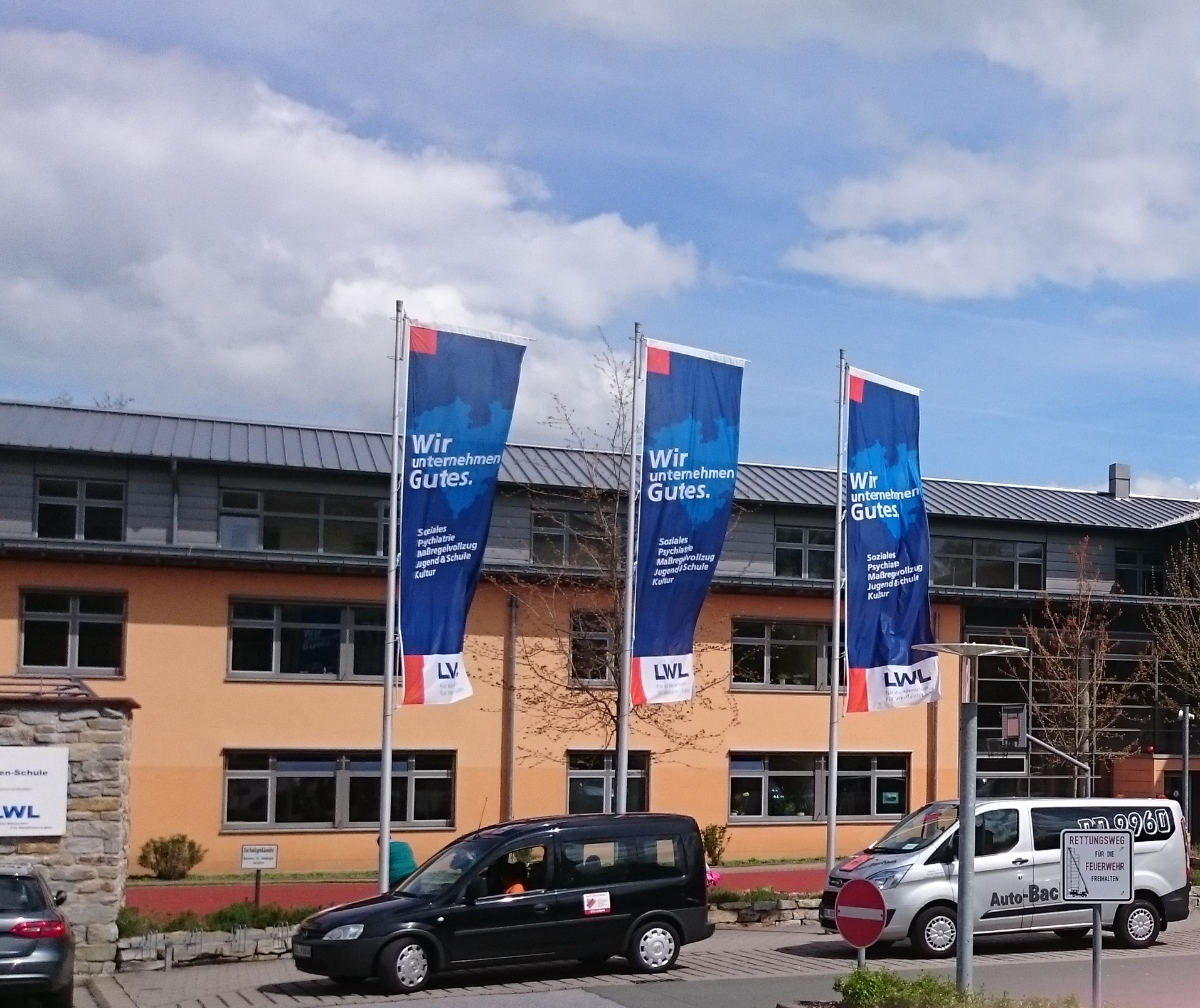
Moritz-von-Büren-Schule Außenansicht

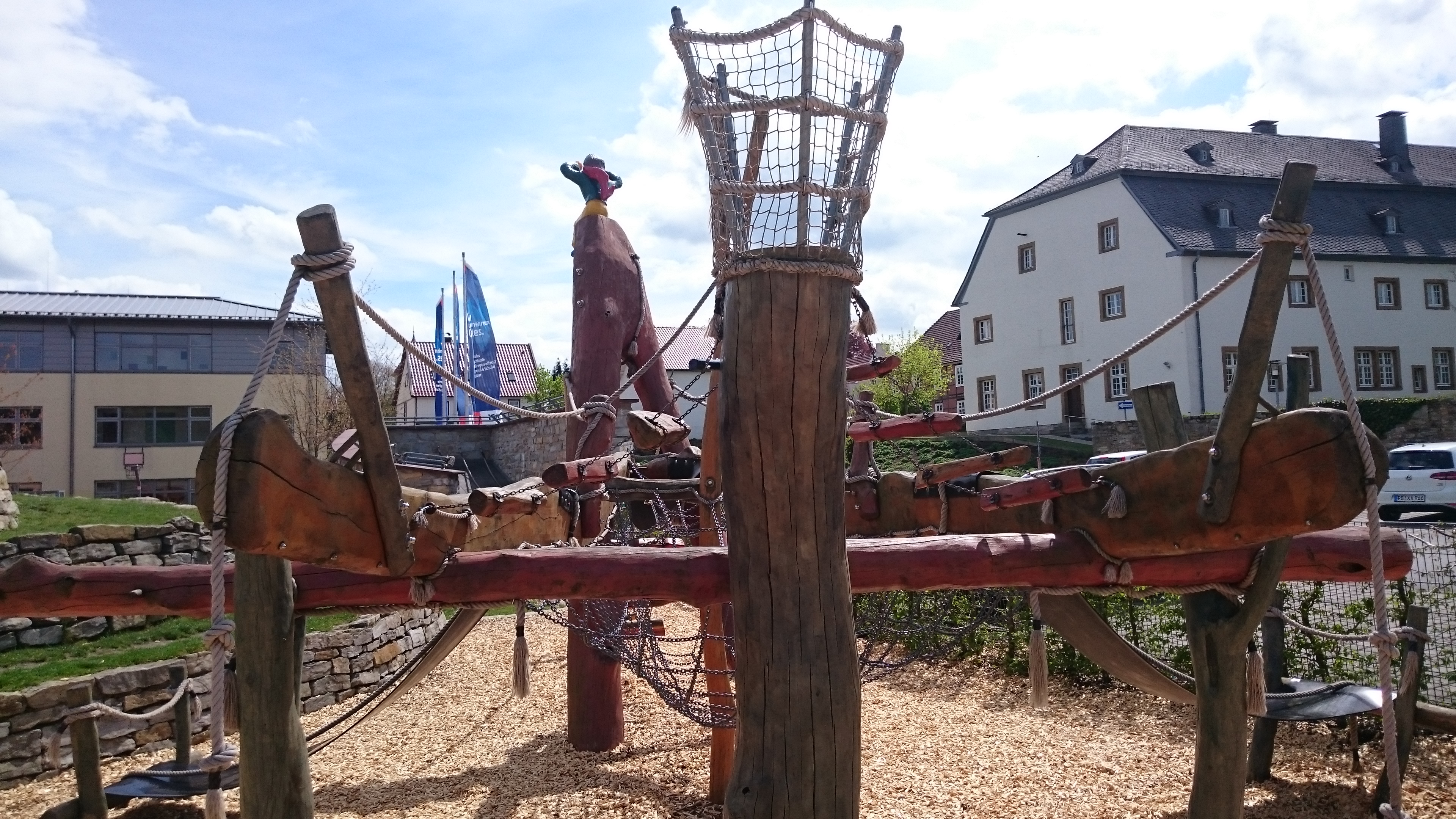
Moritz-von-Büren-Schule Klettergerüst

| Jahre         | Seminardirektoren |
| ------------- | ----------------- |
| 1830–1831     | Herr Klocke       |
| 1831-ca. 1869 | Herr Köchling     |

| Jahre     | Technische Leiter und Direktoren |
| --------- | -------------------------------- |
| 1830–1869 | Herr Wirsel                      |
| 1869–1889 | Herr Dornseifer                  |
| 1889–1921 | Ferdinand Derigs                 |
| 1921–1923 | Herr Michels                     |
| 1923–1933 | Franz Kruse                      |
| 1933–1948 | Heinrich Alt                     |
| 1948–1955 | Erich Krömer                     |
| 1955–1964 | Hans Herbrich                    |
| 1964–1968 | Heinrich Schepers                |
| 1969–1982 | Friedrich Sieren                 |
| 1982–1996 | Dieter Schnell                   |
| 1996–2017 | Josef Köjer                      |
| 2018-dato | Claudia Düvel                    |

## Namensherkunft
Die mit dem Neubau der Schule im Jahre 2006 verbundene Namensänderung der vormaligen Westfälischen Schule für Gehörlose Büren, begründet sich zum einen durch die enge Verbindung und Zusammenarbeit der Schule mit der Stadt Büren aber auch hinsichtlich des vererbten Vermögens des Edel- und Freiherrn Moritz von Büren an den Jesuitenorden, welcher durch diese Mittel unter anderem das Lehrerseminar Büren gründete, in dem die erste Klasse der Provinzial-Taubstummenanstalt zu Büren entstand. Diese Mittel existieren auch heute noch in Form des „Haus Büren’schen Fonds“ einem Sondervermögen des Landes Nordrhein-Westfalen.

## Bildungsangebot
- Beratungsstelle für hörgeschädigte Kinder
- Frühförderung
  - Die Frühförderung ist mit der Beratungsstelle verwoben und bietet Eltern die Möglichkeit, hörgeschädigte Kinder im Vorschulalter zu Hause oder im Kindergarten zu fördern
- Förderschulkindergarten
  - Für Hörgeschädigte Kinder ab 3 Jahren bis zum Schuleintritt
- Grundschule
  - Die Primarstufe umfasst 5 Schuljahre (inklusive Eingangsklasse) und orientiert sich am Bildungsgang einer Regelgrundschule
- Hauptschule (Sekundarstufe I)
  - Der Hauptschulzweig umfasst die Klassen 5–10. Schüler. Mögliche Schulabschlüsse sind:

1. Abschluss- oder Abgangszeugnis nach Klasse 9 der Förderschule mit dem Förderschwerpunkt „Lernen“
2. Abschlusszeugnis nach Klasse 10 der Förderschule mit dem Förderschwerpunkt „Lernen“
3. Abschluss- oder Abgangszeugnis nach Klasse 9 der Hauptschule
4. Abschlusszeugnis nach Klasse 10 der Hauptschule, Typ A oder Typ B